# (93061) Barbagallo
(93061) Barbagallo (2000 SX20) – planetoida z grupy pasa głównego asteroid okrążająca Słońce w ciągu 4,14 lat w średniej odległości 2,58 j.a. Odkryta 23 września 2000 roku.